# Avenue Benoît-Frachon
Pour les articles homonymes, voir Frachon.
L'avenue Benoît-Frachon est une voie du 20e arrondissement de Paris, en France.

## Situation et accès
L'avenue Benoît-Frachon longe la commune voisine de Montreuil. Elle débute au 46, avenue Léon-Gaumont et se termine avenue de la Porte-de-Montreuil.

## Origine du nom
Elle porte le nom du syndicaliste et responsable communiste français Benoît Frachon (1893-1975).

## Historique
Cette voie est créée et prend sa dénomination actuelle le 19 août 2004 sur une partie détachée de l'avenue Léon-Gaumont.

## Bâtiments remarquables et lieux de mémoire
L'avenue longe le siège de la CGT (syndicat longtemps dirigé par Benoît Frachon), dont l'emprise est sur le territoire de Montreuil et dont l'entrée se situe avenue de Paris.

## Voir aussi

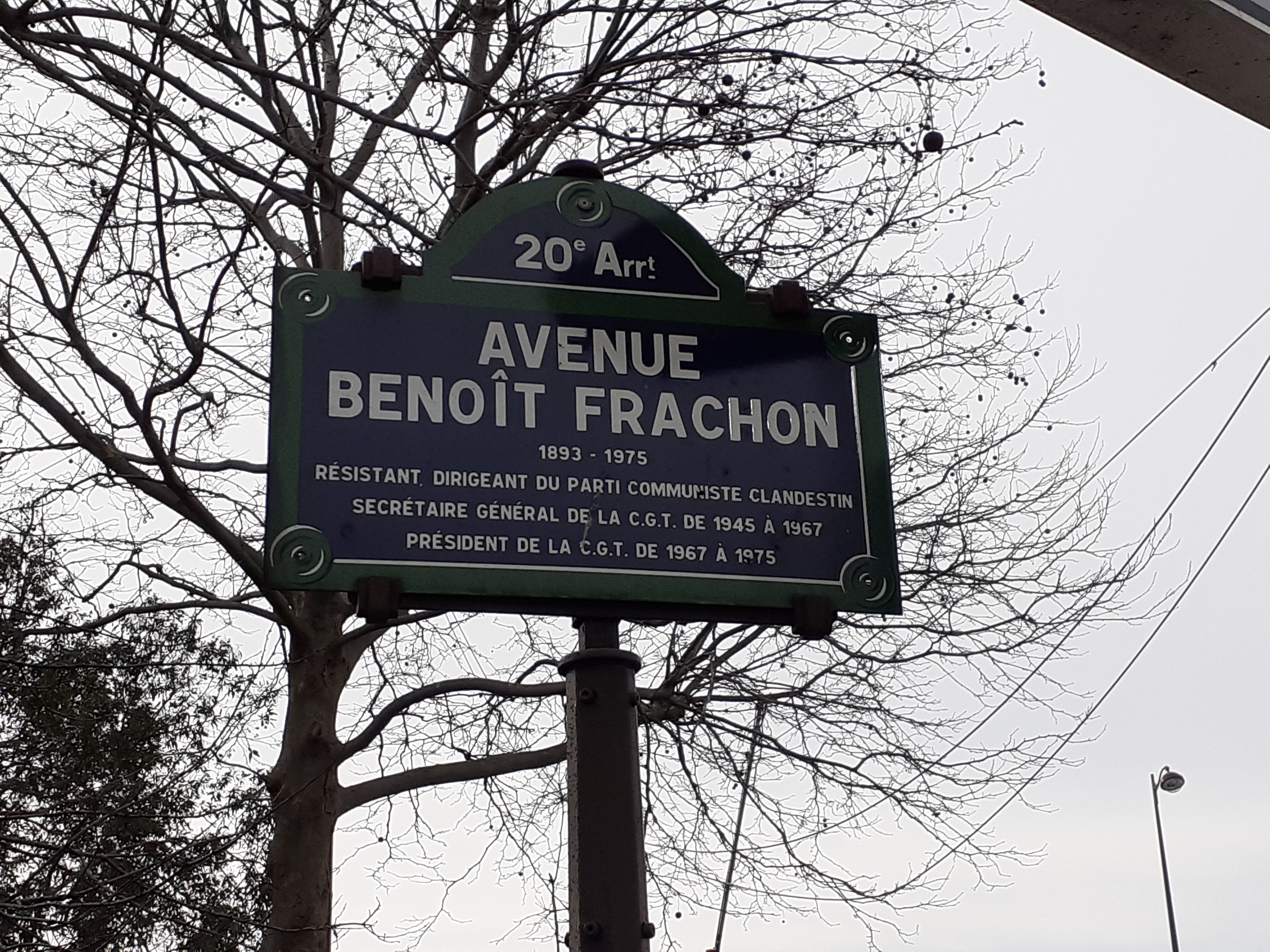
Plaque de l'avenue.